# 얀 하인체
얀 하인체 라르센(덴마크어: Jan Heintze Larsen, 1963년 8월 17일 ~ )는 덴마크의 전직 프로 축구 선수로, 주로 왼쪽 측면의 수비형 미드필더와 수비수로 활약했다. 그는 네덜란드 클럽 PSV 에인트호번에서 선수 생활을 마무리했으며, 1988년 유러피언컵 우승을 차지한 PSV 팀의 일원이었다. 덴마크 국가대표팀에서는 15년에 걸쳐 86경기에 출전했으며, 4차례의 국제 대회에 참가했다. 그는 국가대표팀에서 은퇴하기 전 마지막 2년간 주장을 맡았다. 2003년에 현역에서 물러났다.

## 구단 경력
덴마크 토른뷔에서 태어난 그는 고향 클럽인 토른뷔 볼드클럽에서 축구를 시작했다. 그는 미래의 국가대표 선수 미카엘 라우드루프와 함께 쾨벤하운스 볼드클럽(KB) 유소년팀에서 짧은 기간 활약했으나, 하인체는 1981년 1월, 덴마크 1부 리그에 속한 카스트룹 볼드클럽 성인팀으로 빠르게 옮겼다. 그러나 팀은 강등되었고, 해외 클럽들의 제안이 있었음에도 17세였던 하인체는 어머니의 명령에 따라 카스트룹에 남았다.
그는 1982년 왼쪽 윙어로 PSV 에인트호번에 영입되었으며, 이 포지션에서 카스트룹 볼드클럽에서 처음 몇 년간 가장 성공적이었다. PSV에 도착한 후에는 수비수로 재교육을 받았으며, 공격적으로 측면을 오르내렸다. 출전 경기가 적었던 첫 시즌을 지나 두 번째 시즌부터는 왼쪽 풀백 자리를 차지하며 자신의 자리로 만들었다. 그는 PSV에서 6번의 네덜란드 에레디비시 리그 우승과 유러피언컵 우승을 경험했으며, 한때 프랑크 아르네센, 쇠렌 레르뷔, 이반 닐센 등 3명의 덴마크 선수와 함께 뛰었다. 이후 클럽이 아드 더 모스 감독을 선임하였고, 그 감독은 그를 팀에서 원하지 않았다.
하인체는 1994년 독일 분데스리가 강등권 팀인 바이어 위어딩겐으로 이적했으며, 1996년 팀이 강등되자 크리스토프 다움 감독이 이끄는 바이어 레버쿠젠으로 옮겨 3년 연속 분데스리가 상위 3위에 올랐다. 하인체는 1999년 에릭 헤러츠가 감독으로 있던 PSV로 돌아와 선수 생활을 마감했다. 40세에 가까워진 하인체는 신예 빌프레트 바우마가 새로운 왼쪽 풀백으로 성장하도록 도우며 자신의 경험으로 수비에 안정감을 제공했다. 그는 은퇴하기 전 3번의 네덜란드 리그 우승을 더 차지했다. 2003년에 은퇴했다.

## 국가대표팀 경력
하인체는 1987년 4월 29일, UEFA 유로 1988 예선 경기인 핀란드와의 경기에서 덴마크 국가대표팀 데뷔 전을 치렀으며, 이 경기에서 1-0 승리를 거두었다. 그는 UEFA 유로 1988 본선 대회에서 덴마크가 모두 패배한 세 경기 모두에 출전했다. 1991년 5월 1일, 유고슬라비아와의 UEFA 유로 1992 최종 예선 경기에서는 당시 소속팀 PSV가 중요한 경기를 이유로 그가 경기에 나서지 않기를 원했지만, 하인체는 덴마크 국가대표팀과 함께 출전하기로 결정했다. 덴마크 국가대표팀에 합류한 후, 국가대표 감독 리샤르 묄레르 닐센이 그를 선발 출전시키지 않을 계획임을 알게 되었고, PSV와 상의한 끝에 하인체는 뮐레르 닐센의 동의 없이 다시 네덜란드로 돌아갔다. 에인트호번에 돌아온 그는 덴마크 대표팀에 출전한다는 이유로 PSV 경기 출전 명단에서 제외되었음을 알게 되었다. 그는 벤치에서 경기를 지켜봐야 했고, 국가대표팀을 무단 이탈한 데 대한 징계로 뮐레르 닐센 감독으로부터 1년간 국가대표 출전 금지 처분을 받았다. 징계가 끝난 후 UEFA 유로 1992 본선 전에 다시 대표팀에 호출되었으나 부상으로 인해 재합류하지 못했고, 그 결과 유고슬라비아가 유고슬라비아 전쟁으로 인해 대회에서 제외된 뒤 덴마크가 우승한 유로 1992 대회에는 출전하지 못했다. 뮐레르 닐센 감독 체제에서 이후 4경기를 더 뛰고 나서 국가대표 경력은 잠시 중단되었다.
1996년 덴마크가 보 요한손 감독을 새로 선임하자 하인체는 다시 국가대표팀에 부름을 받았고, 1998년 FIFA 월드컵과 UEFA 유로 2000 대회에 출전했다. 2001년 4월, 페테르 슈마이켈이 국가대표 은퇴를 선언한 후, 하인체는 2002년 FIFA 월드컵에서 새로운 감독 모르텐 올센의 지휘 아래 덴마크 대표팀 주장을 맡았다. 2002년 한일 월드컵에서 하인체는 무더위에 시달렸고, 두 번째 경기 후 교체되었으며, 당시 월드컵에서 가장 나이 많은 선수였던 그는 남은 두 경기를 벤치에서 지켜보다가 덴마크가 탈락했다. 그는 이 대회를 끝으로 38세의 나이에 국가대표 선수 생활을 마무리했으나 PSV에서는 한 시즌 더 뛰었다.
1999년 6월 5일, 벨라루스와의 UEFA 유로 2000 예선 경기에서 그는 코너킥 상황에서 직접 득점하는 인상적인 골을 기록했다.

## 사생활
얀 하인체는 네덜란드 뉘넌에 거주하고 있다.